# Recopa de Europa 1984-85
La Recopa de Europa 1984-85 fue la 25ª edición de la Recopa de Europa, en la que participaron los campeones nacionales de copa en la temporada anterior. En esta edición participaron 32 clubes representantes de sus respectivas federaciones. La Juventus FC, vigente campeón no defendió el título al disputar esa misma temporada la Copa de Europa, en calidad de campeón de la liga de su país.
La final, disputada a partido único, enfrentó al Everton FC con el Rapid Viena en el Stadion Feijenoord, en Róterdam, donde venció el equipo inglés por 3-1. Sin embargo, la sanción al fútbol inglés impuesta por la UEFA tras la Tragedia de Heysel, dos semanas después de la victoria del Everton, le privaría de la posibilidad de defender el título en la temporada siguiente.

## Dieciseisavos de final
| Equipo 1                          | Agr. | Equipo 2         | Ida | Vuelta |
| --------------------------------- | ---- | ---------------- | --- | ------ |
| Bayern Munich                     | 6–2  | Moss             | 4–1 | 2–1    |
| Trakia Plovdiv                    | 5–1  | Union Luxembourg | 4–0 | 1–1    |
| Roma                              | 1–0  | Steaua București | 1–0 | 0–0    |
| Wrexham                           | 4–4  | Porto            | 1–0 | 3–4    |
| Internacionál Slovnaft Bratislava | 2–1  | Kuusysi          | 2–1 | 0–0    |
| UCD                               | 0–1  | Everton          | 0–0 | 0–1    |
| KB                                | 0–3  | Fortuna Sittard  | 0–0 | 0–3    |
| Wisła Kraków                      | 7–3  | ÍBV              | 4–2 | 3–1    |
| Malmö FF                          | 3–4  | Dynamo Dresden   | 2–0 | 1–4    |
| Metz                              | 6–5  | Barcelona        | 2–4 | 4–1    |
| Rapid Wien                        | 5–2  | Beşiktaş         | 4–1 | 1–1    |
| Gent                              | 1–3  | Celtic           | 1–0 | 0–3    |
| Siófoki Bányász                   | 1–3  | AEL              | 1–1 | 0–2    |
| APOEL                             | 1–6  | Servette         | 0–3 | 1–3    |
| Dynamo Moscow                     | 6–2  | Hajduk Split     | 1–0 | 5–2    |
| Ballymena United                  | 1–3  | Ħamrun Spartans  | 0–1 | 1–2    |

Ida
| 18-9-1984 | Rapid Wien                                     | 4–1     | Beşiktaş      | Gerhard-Hanappi-Stadion, Vienna                          |                                                          |
|           | Panenka 12' (pen.) 56' 66' (pen.) · Bručić 25' | Reporte | Kovačević 11' | Asistencia: 8,400 espectadores Árbitro(s): Pietro D'Elia | Asistencia: 8,400 espectadores Árbitro(s): Pietro D'Elia |

| 19-9-1984 | Bayern Munich                                     | 4–1     | Moss           | Olympiastadion, Múnich                                              |                                                                     |
|           | Pflügler 31', 54' · Wohlfarth 69' · Nachtweih 77' | Reporte | Kollshaugen 2' | Asistencia: 5,000 espectadores Árbitro(s): Krzysztof Czemarmazowicz | Asistencia: 5,000 espectadores Árbitro(s): Krzysztof Czemarmazowicz |

| 19-9-1984 | Trakia Plovdiv                                                  | 4–0     | Union Luxembourg | Stadion Deveti Septemvri, Plovdiv                      |                                                        |
|           | Pashev 54' · Stoinov 63' · Georgiev 69' · Kostadinov 77' (pen.) | Reporte |                  | Asistencia: 5,262 espectadores Árbitro(s): Hiqmet Kuka | Asistencia: 5,262 espectadores Árbitro(s): Hiqmet Kuka |

| 19-9-1984 | Roma         | 1–0     | Steaua București | Stadio Olimpico, Rome                                    |                                                          |
|           | Graziani 73' | Reporte |                  | Asistencia: 24,949 espectadores Árbitro(s): Robert Wurtz | Asistencia: 24,949 espectadores Árbitro(s): Robert Wurtz |

| 19-9-1984 | Wrexham   | 1–0     | Porto | Racecourse Ground, Wrexham                                      |                                                                 |
|           | Steel 77' | Reporte |       | Asistencia: 4,935 espectadores Árbitro(s): Jean-François Crucke | Asistencia: 4,935 espectadores Árbitro(s): Jean-François Crucke |

| 19-9-1984 | Internacionál Slovnaft Bratislava | 2–1     | Kuusysi Lahti | Štadión Pasienky, Bratislava                              |                                                           |
|           | Březík 42' · Moravec 65'          | Reporte | Törnvall 4'   | Asistencia: 2,464 espectadores Árbitro(s): Yordan Zhezhov | Asistencia: 2,464 espectadores Árbitro(s): Yordan Zhezhov |

| 19-9-1984 | UCD | 0–0     | Everton | Tolka Park, Dublín                                      |                                                         |
|           |     | Reporte |         | Asistencia: 6,260 espectadores Árbitro(s): Keith Cooper | Asistencia: 6,260 espectadores Árbitro(s): Keith Cooper |

| 19-9-1984 | KB | 0–0     | Fortuna Sittard | Frederiksberg Idrætspark, Copenhague                    |                                                         |
|           |    | Reporte |                 | Asistencia: 1,885 espectadores Árbitro(s): Bernd Stumpf | Asistencia: 1,885 espectadores Árbitro(s): Bernd Stumpf |

| 19-9-1984 | Wisła Kraków                                      | 4–2     | ÍBV                                 | Stadion Wisły, Kraków                                    |                                                          |
|           | Wróbel 19' · Nawałka 20' · Banaszkiewicz 31', 67' | Reporte | Elíasson 40' · Georgsson 44' (pen.) | Asistencia: 3,500 espectadores Árbitro(s): Klaus Peschel | Asistencia: 3,500 espectadores Árbitro(s): Klaus Peschel |

| 19-9-1984 | Malmö FF           | 2–0     | Dynamo Dresden | Malmö Stadion, Malmö                                            |                                                                 |
|           | Magnusson 44', 64' | Reporte |                | Asistencia: 3,434 espectadores Árbitro(s): Aleksandr Mushkovets | Asistencia: 3,434 espectadores Árbitro(s): Aleksandr Mushkovets |

| 19-9-1984 | Metz                         | 2–4     | Barcelona                                                    | Stade Saint-Symphorien, Metz                           |                                                        |
|           | Kurbos 44' · Rohr 87' (pen.) | Reporte | Sonor 12' (a.g.) · Schuster 47' · Calderé 53' · Carrasco 64' | Asistencia: 17,403 espectadores Árbitro(s): Jan Keizer | Asistencia: 17,403 espectadores Árbitro(s): Jan Keizer |

| 19-9-1984 | Gent        | 1–0     | Celtic | Jules Ottenstadion, Ghent                                    |                                                              |
|           | Cordiez 73' | Reporte |        | Asistencia: 12,291 espectadores Árbitro(s): Alder dos Santos | Asistencia: 12,291 espectadores Árbitro(s): Alder dos Santos |

| 19-9-1984 | Siófoki Bányász | 1–1     | AEL          | Sóstói Stadion, Székesfehérvár                             |                                                            |
|           | Tieber 68'      | Reporte | Adamczyk 29' | Asistencia: 5,469 espectadores Árbitro(s): Wiesław Karolak | Asistencia: 5,469 espectadores Árbitro(s): Wiesław Karolak |

| 19-9-1984 | APOEL | 0–3     | Servette                               | Makario Stadio, Nicosia                                |                                                        |
|           |       | Reporte | Decastel 40' · Brigger 79' · Favre 84' | Asistencia: 7,779 espectadores Árbitro(s): Mircea Neşu | Asistencia: 7,779 espectadores Árbitro(s): Mircea Neşu |

| 19-9-1984 | Dynamo Moscow | 1–0     | Hajduk Split | Stadion Dinamo, Moscow                                    |                                                           |
|           | Argudyayev 9' | Reporte |              | Asistencia: 14,200 espectadores Árbitro(s): Luigi Agnolin | Asistencia: 14,200 espectadores Árbitro(s): Luigi Agnolin |

| 19-9-1984 | Ballymena United | 0–1     | Ħamrun Spartans | Ballymena Showgrounds, Ballymena                       |                                                        |
|           |                  | Reporte | R. Xuereb 19'   | Asistencia: 1,906 espectadores Árbitro(s): Joe Worrall | Asistencia: 1,906 espectadores Árbitro(s): Joe Worrall |

Vuelta
| 26-9-1984 | Ħamrun Spartans           | 2–1 (Global 3-1) | Ballymena United | Ta' Qali National Stadium, Ta' Qali                       |                                                           |
|           | R. Xuereb 43', 66' (pen.) | Reporte          | Beattie 7'       | Asistencia: 11,350 espectadores Árbitro(s): Claudio Pieri | Asistencia: 11,350 espectadores Árbitro(s): Claudio Pieri |

| 2-10-1984 | Everton   | 1–0 (Global 1-0) | UCD | Goodison Park, Liverpool                                       |                                                                |
|           | Sharp 10' | Reporte          |     | Asistencia: 16,277 espectadores Árbitro(s): Frederick McKnight | Asistencia: 16,277 espectadores Árbitro(s): Frederick McKnight |

| 3-10-1984 | Moss            | 1–2 (Global 2-6) | Bayern Munich                  | Melløs Stadion, Moss                                     |                                                          |
|           | Kollshaugen 87' | Reporte          | Wohlfarth 23' · Rummenigge 48' | Asistencia: 4,600 espectadores Árbitro(s): Simo Ruokonen | Asistencia: 4,600 espectadores Árbitro(s): Simo Ruokonen |

| 3-10-1984 | Union Luxembourg | 1–1 (Global 1-5) | Trakia Plovdiv | Stade Achille Hammerel, Luxembourg City                         |                                                                 |
|           | Thines 74'       | Reporte          | Stoinov 15'    | Asistencia: 341 espectadores Árbitro(s): Karl-Josef Assenmacher | Asistencia: 341 espectadores Árbitro(s): Karl-Josef Assenmacher |

| 3-10-1984 | Steaua București | 0–0 (Global 0-1) | Roma | Stadionul Steaua, Bucarest                               |                                                          |
|           |                  | Reporte          |      | Asistencia: 25,000 espectadores Árbitro(s): Bruno Galler | Asistencia: 25,000 espectadores Árbitro(s): Bruno Galler |

| 3-10-1984                                            | Porto                                            | 4–3 (Global 4-4) | Wrexham                   | Estádio das Antas, Porto                                  |                                                           |
|                                                      | Gomes 5', 38' (pen.) · Magalhães 18' · Futre 61' | Reporte          | King 39', 43' · Horne 89' | Asistencia: 20,000 espectadores Árbitro(s): Albert Thomas | Asistencia: 20,000 espectadores Árbitro(s): Albert Thomas |
| Wrexham clasifica por la regla del gol de visitante. |                                                  |                  |                           |                                                           |                                                           |

| 3-10-1984 | Fortuna Sittard               | 3–0 (Global 3-0) | KB | De Baandert, Sittard             |                                  |
|           | Holverda 35', 73' · Hoyer 68' | Reporte          |    | Árbitro(s): José Rosa dos Santos | Árbitro(s): José Rosa dos Santos |

| 3-10-1984 | ÍBV           | 1–3 (Global 3-7) | Wisła Kraków                      | Hásteinsvöllur, Vestmannaeyjar                        |                                                       |
|           | Georgsson 86' | Reporte          | Iwan 26', 31' · Banaszkiewicz 75' | Asistencia: 500 espectadores Árbitro(s): George Smith | Asistencia: 500 espectadores Árbitro(s): George Smith |

| 3-10-1984 | Dynamo Dresden                                         | 4–1 (Global 4-3) | Malmö FF            | Dynamo-Stadion, Dresde                                         |                                                                |
|           | Häfner 13' (pen.) · Minge 29' · Stübner 52' · Pilz 63' | Reporte          | Rönnberg 82' (pen.) | Asistencia: 36,000 espectadores Árbitro(s): Ulrich Nyffenegger | Asistencia: 36,000 espectadores Árbitro(s): Ulrich Nyffenegger |

| 3-10-1984 | Barcelona    | 1–4 (Global 5-6) | Metz                                      | Estadio del FC Barcelona, Barcelona                     |                                                         |
|           | Carrasco 33' | Reporte          | Kurbos 38', 65', 85' · Sánchez 39' (a.g.) | Asistencia: 24,680 espectadores Árbitro(s): Ron Bridges | Asistencia: 24,680 espectadores Árbitro(s): Ron Bridges |

| 3-10-1984 | Beşiktaş  | 1–1 (Global 2-5) | Rapid Wien   | İnönü Stadyumu, Estambul                              |                                                       |
|           | Metin 61' | Reporte          | Kranjčar 15' | Asistencia: 18,000 espectadores Árbitro(s): Ioan Igna | Asistencia: 18,000 espectadores Árbitro(s): Ioan Igna |

| 3-10-1984 | Celtic                            | 3–0 (Global 3-1) | Gent | Celtic Park, Glasgow      |                           |
|           | McGarvey 41', 62' · P. McStay 89' | Reporte          |      | Árbitro(s): Egbert Mulder | Árbitro(s): Egbert Mulder |

| 3-10-1984 | AEL                        | 2–0 (Global 3-1) | Siófoki Bányász | Alkazar, Larissa                                            |                                                             |
|           | Kmiecik 29' · Valaoras 66' | Reporte          |                 | Asistencia: 14,000 espectadores Árbitro(s): Ion Crăciunescu | Asistencia: 14,000 espectadores Árbitro(s): Ion Crăciunescu |

| 3-10-1984 | Servette                            | 3–1 (Global 6-1) | APOEL      | Stade des Charmilles, Geneva                         |                                                      |
|           | Kok 6' · Barberis 14' · Brigger 31' | Reporte          | Moores 82' | Asistencia: 2,909 espectadores Árbitro(s): Paul Rion | Asistencia: 2,909 espectadores Árbitro(s): Paul Rion |

| 3-10-1984 | Hajduk Split                     | 2–5 (Global 2-6) | Dynamo Moscow                                             | Stadion Gradski vrt, Osijek                               |                                                           |
|           | Deverić 40' · Vujović 50' (pen.) | Reporte          | Gazzaev 7', 57', 77' (pen.) · Bulanov 63' · Khapsalis 80' | Asistencia: 15,311 espectadores Árbitro(s): Bogdan Dochev | Asistencia: 15,311 espectadores Árbitro(s): Bogdan Dochev |

| 4-10-1984 | Kuusysi | 0–0 (Global 1-2) | Internacionál Slovnaft Bratislava | Lahden kisapuisto, Lahti                                 |                                                          |
|           |         | Reporte          |                                   | Asistencia: 2,639 espectadores Árbitro(s): Thorbjørn Aas | Asistencia: 2,639 espectadores Árbitro(s): Thorbjørn Aas |

## Rondas siguientes
|  | Primera ronda                                                               | Primera ronda                                                               | Primera ronda                                                               | Primera ronda                                                               |   |                          | Octavos de final                                                    | Octavos de final                                                    | Octavos de final                                                    | Octavos de final                                                    |  |               | Cuartos de final                                      | Cuartos de final                                      | Cuartos de final                                      | Cuartos de final                                      |  |               | Semifinales                                            | Semifinales                                            | Semifinales                                            | Semifinales                                            |  |         | Final                                           | Final                                           |  |
|  | 18 y 19 de septiembre de 1984 (ida) 26 de sep. a 4 de oct. de 1984 (vuelta) | 18 y 19 de septiembre de 1984 (ida) 26 de sep. a 4 de oct. de 1984 (vuelta) | 18 y 19 de septiembre de 1984 (ida) 26 de sep. a 4 de oct. de 1984 (vuelta) | 18 y 19 de septiembre de 1984 (ida) 26 de sep. a 4 de oct. de 1984 (vuelta) |   |                          | 24 de octubre de 1984 (ida) 7 de nov. a 12 de dic. de 1984 (vuelta) | 24 de octubre de 1984 (ida) 7 de nov. a 12 de dic. de 1984 (vuelta) | 24 de octubre de 1984 (ida) 7 de nov. a 12 de dic. de 1984 (vuelta) | 24 de octubre de 1984 (ida) 7 de nov. a 12 de dic. de 1984 (vuelta) |  |               | 6 de marzo de 1985 (ida) 20 de marzo de 1985 (vuelta) | 6 de marzo de 1985 (ida) 20 de marzo de 1985 (vuelta) | 6 de marzo de 1985 (ida) 20 de marzo de 1985 (vuelta) | 6 de marzo de 1985 (ida) 20 de marzo de 1985 (vuelta) |  |               | 10 de abril de 1985 (ida) 24 de abril de 1985 (vuelta) | 10 de abril de 1985 (ida) 24 de abril de 1985 (vuelta) | 10 de abril de 1985 (ida) 24 de abril de 1985 (vuelta) | 10 de abril de 1985 (ida) 24 de abril de 1985 (vuelta) |  |         | 15 de mayo de 1985 Stadion Feijenoord, Róterdam | 15 de mayo de 1985 Stadion Feijenoord, Róterdam |  |
|  |                                                                             |                                                                             |                                                                             |                                                                             |   |                          |                                                                     |                                                                     |                                                                     |                                                                     |  |               |                                                       |                                                       |                                                       |                                                       |  |               |                                                        |                                                        |                                                        |                                                        |  |         |                                                 |                                                 |  |
|  |                                                                             |                                                                             |                                                                             |                                                                             |   |                          |                                                                     |                                                                     |                                                                     |                                                                     |  |               |                                                       |                                                       |                                                       |                                                       |  |               |                                                        |                                                        |                                                        |                                                        |  |         |                                                 |                                                 |  |
|  | Bayern Múnich                                                               | 4                                                                           | 2                                                                           | 6                                                                           |   |                          |                                                                     |                                                                     |                                                                     |                                                                     |  |               |                                                       |                                                       |                                                       |                                                       |  |               |                                                        |                                                        |                                                        |                                                        |  |         |                                                 |                                                 |  |
|  | Bayern Múnich                                                               | 4                                                                           | 2                                                                           | 6                                                                           |   |                          |                                                                     |                                                                     |                                                                     |                                                                     |  |               |                                                       |                                                       |                                                       |                                                       |  |               |                                                        |                                                        |                                                        |                                                        |  |         |                                                 |                                                 |  |
|  | Moss                                                                        | 1                                                                           | 1                                                                           | 2                                                                           |   |                          |                                                                     |                                                                     |                                                                     |                                                                     |  |               |                                                       |                                                       |                                                       |                                                       |  |               |                                                        |                                                        |                                                        |                                                        |  |         |                                                 |                                                 |  |
|  | Moss                                                                        | 1                                                                           | 1                                                                           | 2                                                                           |   | Bayern Múnich            | 4                                                                   | 0                                                                   | 4                                                                   |                                                                     |  |               |                                                       |                                                       |                                                       |                                                       |  |               |                                                        |                                                        |                                                        |                                                        |  |         |                                                 |                                                 |  |
|  |                                                                             |                                                                             |                                                                             |                                                                             |   | Bayern Múnich            | 4                                                                   | 0                                                                   | 4                                                                   |                                                                     |  |               |                                                       |                                                       |                                                       |                                                       |  |               |                                                        |                                                        |                                                        |                                                        |  |         |                                                 |                                                 |  |
|  |                                                                             |                                                                             | Takia Plovdiv                                                               | 1                                                                           | 2 | 3                        |                                                                     |                                                                     |                                                                     |                                                                     |  |               |                                                       |                                                       |                                                       |                                                       |  |               |                                                        |                                                        |                                                        |                                                        |  |         |                                                 |                                                 |  |
|  | Takia Plovdiv                                                               | 4                                                                           | Takia Plovdiv                                                               | 1                                                                           | 2 | 3                        | 1                                                                   | 5                                                                   |                                                                     |                                                                     |  |               |                                                       |                                                       |                                                       |                                                       |  |               |                                                        |                                                        |                                                        |                                                        |  |         |                                                 |                                                 |  |
|  | Takia Plovdiv                                                               | 4                                                                           |                                                                             |                                                                             |   |                          |                                                                     |                                                                     |                                                                     |                                                                     |  |               |                                                       |                                                       |                                                       |                                                       |  |               |                                                        |                                                        |                                                        |                                                        |  |         |                                                 |                                                 |  |
|  | Union Luxembourg                                                            | 0                                                                           | 1                                                                           | 1                                                                           |   |                          |                                                                     |                                                                     |                                                                     |                                                                     |  |               |                                                       |                                                       |                                                       |                                                       |  |               |                                                        |                                                        |                                                        |                                                        |  |         |                                                 |                                                 |  |
|  | Union Luxembourg                                                            | 0                                                                           | 1                                                                           | 1                                                                           |   |                          |                                                                     |                                                                     |                                                                     |                                                                     |  | Bayern Múnich | 2                                                     | 2                                                     | 4                                                     |                                                       |  |               |                                                        |                                                        |                                                        |                                                        |  |         |                                                 |                                                 |  |
|  |                                                                             |                                                                             |                                                                             |                                                                             |   |                          |                                                                     |                                                                     |                                                                     |                                                                     |  | Bayern Múnich | 2                                                     | 2                                                     | 4                                                     |                                                       |  |               |                                                        |                                                        |                                                        |                                                        |  |         |                                                 |                                                 |  |
|  |                                                                             |                                                                             | Roma                                                                        | 0                                                                           | 1 | 1                        |                                                                     |                                                                     |                                                                     |                                                                     |  |               |                                                       |                                                       |                                                       |                                                       |  |               |                                                        |                                                        |                                                        |                                                        |  |         |                                                 |                                                 |  |
|  | Roma                                                                        | 1                                                                           | Roma                                                                        | 0                                                                           | 1 | 1                        | 0                                                                   | 1                                                                   |                                                                     |                                                                     |  |               |                                                       |                                                       |                                                       |                                                       |  |               |                                                        |                                                        |                                                        |                                                        |  |         |                                                 |                                                 |  |
|  | Roma                                                                        | 1                                                                           |                                                                             |                                                                             |   |                          |                                                                     |                                                                     |                                                                     |                                                                     |  |               |                                                       |                                                       |                                                       |                                                       |  |               |                                                        |                                                        |                                                        |                                                        |  |         |                                                 |                                                 |  |
|  | Steaua de Bucarest                                                          | 0                                                                           | 0                                                                           | 0                                                                           |   |                          |                                                                     |                                                                     |                                                                     |                                                                     |  |               |                                                       |                                                       |                                                       |                                                       |  |               |                                                        |                                                        |                                                        |                                                        |  |         |                                                 |                                                 |  |
|  | Steaua de Bucarest                                                          | 0                                                                           | 0                                                                           | 0                                                                           |   | Roma                     | 2                                                                   | 1                                                                   | 3                                                                   |                                                                     |  |               |                                                       |                                                       |                                                       |                                                       |  |               |                                                        |                                                        |                                                        |                                                        |  |         |                                                 |                                                 |  |
|  |                                                                             |                                                                             |                                                                             |                                                                             |   | Roma                     | 2                                                                   | 1                                                                   | 3                                                                   |                                                                     |  |               |                                                       |                                                       |                                                       |                                                       |  |               |                                                        |                                                        |                                                        |                                                        |  |         |                                                 |                                                 |  |
|  |                                                                             |                                                                             | Wrexham                                                                     | 0                                                                           | 0 | 0                        |                                                                     |                                                                     |                                                                     |                                                                     |  |               |                                                       |                                                       |                                                       |                                                       |  |               |                                                        |                                                        |                                                        |                                                        |  |         |                                                 |                                                 |  |
|  | Wrexham (v.)                                                                | 1                                                                           | Wrexham                                                                     | 0                                                                           | 0 | 0                        | 3                                                                   | 4                                                                   |                                                                     |                                                                     |  |               |                                                       |                                                       |                                                       |                                                       |  |               |                                                        |                                                        |                                                        |                                                        |  |         |                                                 |                                                 |  |
|  | Wrexham (v.)                                                                | 1                                                                           |                                                                             |                                                                             |   |                          |                                                                     |                                                                     |                                                                     |                                                                     |  |               |                                                       |                                                       |                                                       |                                                       |  |               |                                                        |                                                        |                                                        |                                                        |  |         |                                                 |                                                 |  |
|  | Porto                                                                       | 0                                                                           | 4                                                                           | 4                                                                           |   |                          |                                                                     |                                                                     |                                                                     |                                                                     |  |               |                                                       |                                                       |                                                       |                                                       |  |               |                                                        |                                                        |                                                        |                                                        |  |         |                                                 |                                                 |  |
|  | Porto                                                                       | 0                                                                           | 4                                                                           | 4                                                                           |   |                          |                                                                     |                                                                     |                                                                     |                                                                     |  |               |                                                       |                                                       |                                                       |                                                       |  | Bayern Múnich | 0                                                      | 1                                                      | 1                                                      |                                                        |  |         |                                                 |                                                 |  |
|  |                                                                             |                                                                             |                                                                             |                                                                             |   |                          |                                                                     |                                                                     |                                                                     |                                                                     |  |               |                                                       |                                                       |                                                       |                                                       |  | Bayern Múnich | 0                                                      | 1                                                      | 1                                                      |                                                        |  |         |                                                 |                                                 |  |
|  |                                                                             |                                                                             | Everton                                                                     | 0                                                                           | 3 | 3                        |                                                                     |                                                                     |                                                                     |                                                                     |  |               |                                                       |                                                       |                                                       |                                                       |  |               |                                                        |                                                        |                                                        |                                                        |  |         |                                                 |                                                 |  |
|  | Internacionál Bratislava                                                    | 2                                                                           | Everton                                                                     | 0                                                                           | 3 | 3                        | 0                                                                   | 2                                                                   |                                                                     |                                                                     |  |               |                                                       |                                                       |                                                       |                                                       |  |               |                                                        |                                                        |                                                        |                                                        |  |         |                                                 |                                                 |  |
|  | Internacionál Bratislava                                                    | 2                                                                           |                                                                             |                                                                             |   |                          |                                                                     |                                                                     |                                                                     |                                                                     |  |               |                                                       |                                                       |                                                       |                                                       |  |               |                                                        |                                                        |                                                        |                                                        |  |         |                                                 |                                                 |  |
|  | Kuusysi                                                                     | 1                                                                           | 0                                                                           | 1                                                                           |   |                          |                                                                     |                                                                     |                                                                     |                                                                     |  |               |                                                       |                                                       |                                                       |                                                       |  |               |                                                        |                                                        |                                                        |                                                        |  |         |                                                 |                                                 |  |
|  | Kuusysi                                                                     | 1                                                                           | 0                                                                           | 1                                                                           |   | Internacionál Bratislava | 0                                                                   | 0                                                                   | 0                                                                   |                                                                     |  |               |                                                       |                                                       |                                                       |                                                       |  |               |                                                        |                                                        |                                                        |                                                        |  |         |                                                 |                                                 |  |
|  |                                                                             |                                                                             |                                                                             |                                                                             |   | Internacionál Bratislava | 0                                                                   | 0                                                                   | 0                                                                   |                                                                     |  |               |                                                       |                                                       |                                                       |                                                       |  |               |                                                        |                                                        |                                                        |                                                        |  |         |                                                 |                                                 |  |
|  |                                                                             |                                                                             | Everton                                                                     | 1                                                                           | 3 | 4                        |                                                                     |                                                                     |                                                                     |                                                                     |  |               |                                                       |                                                       |                                                       |                                                       |  |               |                                                        |                                                        |                                                        |                                                        |  |         |                                                 |                                                 |  |
|  | UCD                                                                         | 0                                                                           | Everton                                                                     | 1                                                                           | 3 | 4                        | 0                                                                   | 0                                                                   |                                                                     |                                                                     |  |               |                                                       |                                                       |                                                       |                                                       |  |               |                                                        |                                                        |                                                        |                                                        |  |         |                                                 |                                                 |  |
|  | UCD                                                                         | 0                                                                           |                                                                             |                                                                             |   |                          |                                                                     |                                                                     |                                                                     |                                                                     |  |               |                                                       |                                                       |                                                       |                                                       |  |               |                                                        |                                                        |                                                        |                                                        |  |         |                                                 |                                                 |  |
|  | Everton                                                                     | 0                                                                           | 1                                                                           | 1                                                                           |   |                          |                                                                     |                                                                     |                                                                     |                                                                     |  |               |                                                       |                                                       |                                                       |                                                       |  |               |                                                        |                                                        |                                                        |                                                        |  |         |                                                 |                                                 |  |
|  | Everton                                                                     | 0                                                                           | 1                                                                           | 1                                                                           |   |                          |                                                                     |                                                                     |                                                                     |                                                                     |  | Everton       | 3                                                     | 2                                                     | 5                                                     |                                                       |  |               |                                                        |                                                        |                                                        |                                                        |  |         |                                                 |                                                 |  |
|  |                                                                             |                                                                             |                                                                             |                                                                             |   |                          |                                                                     |                                                                     |                                                                     |                                                                     |  | Everton       | 3                                                     | 2                                                     | 5                                                     |                                                       |  |               |                                                        |                                                        |                                                        |                                                        |  |         |                                                 |                                                 |  |
|  |                                                                             |                                                                             | Fortuna Sittard                                                             | 0                                                                           | 0 | 0                        |                                                                     |                                                                     |                                                                     |                                                                     |  |               |                                                       |                                                       |                                                       |                                                       |  |               |                                                        |                                                        |                                                        |                                                        |  |         |                                                 |                                                 |  |
|  | KB                                                                          | 0                                                                           | Fortuna Sittard                                                             | 0                                                                           | 0 | 0                        | 0                                                                   | 0                                                                   |                                                                     |                                                                     |  |               |                                                       |                                                       |                                                       |                                                       |  |               |                                                        |                                                        |                                                        |                                                        |  |         |                                                 |                                                 |  |
|  | KB                                                                          | 0                                                                           |                                                                             |                                                                             |   |                          |                                                                     |                                                                     |                                                                     |                                                                     |  |               |                                                       |                                                       |                                                       |                                                       |  |               |                                                        |                                                        |                                                        |                                                        |  |         |                                                 |                                                 |  |
|  | Fortuna Sittard                                                             | 0                                                                           | 3                                                                           | 3                                                                           |   |                          |                                                                     |                                                                     |                                                                     |                                                                     |  |               |                                                       |                                                       |                                                       |                                                       |  |               |                                                        |                                                        |                                                        |                                                        |  |         |                                                 |                                                 |  |
|  | Fortuna Sittard                                                             | 0                                                                           | 3                                                                           | 3                                                                           |   | Fortuna Sittard          | 2                                                                   | 1                                                                   | 3                                                                   |                                                                     |  |               |                                                       |                                                       |                                                       |                                                       |  |               |                                                        |                                                        |                                                        |                                                        |  |         |                                                 |                                                 |  |
|  |                                                                             |                                                                             |                                                                             |                                                                             |   | Fortuna Sittard          | 2                                                                   | 1                                                                   | 3                                                                   |                                                                     |  |               |                                                       |                                                       |                                                       |                                                       |  |               |                                                        |                                                        |                                                        |                                                        |  |         |                                                 |                                                 |  |
|  |                                                                             |                                                                             | Wisła Cracovia                                                              | 0                                                                           | 2 | 2                        |                                                                     |                                                                     |                                                                     |                                                                     |  |               |                                                       |                                                       |                                                       |                                                       |  |               |                                                        |                                                        |                                                        |                                                        |  |         |                                                 |                                                 |  |
|  | Wisła Cracovia                                                              | 4                                                                           | Wisła Cracovia                                                              | 0                                                                           | 2 | 2                        | 3                                                                   | 7                                                                   |                                                                     |                                                                     |  |               |                                                       |                                                       |                                                       |                                                       |  |               |                                                        |                                                        |                                                        |                                                        |  |         |                                                 |                                                 |  |
|  | Wisła Cracovia                                                              | 4                                                                           |                                                                             |                                                                             |   |                          |                                                                     |                                                                     |                                                                     |                                                                     |  |               |                                                       |                                                       |                                                       |                                                       |  |               |                                                        |                                                        |                                                        |                                                        |  |         |                                                 |                                                 |  |
|  | ÍBV                                                                         | 2                                                                           | 1                                                                           | 3                                                                           |   |                          |                                                                     |                                                                     |                                                                     |                                                                     |  |               |                                                       |                                                       |                                                       |                                                       |  |               |                                                        |                                                        |                                                        |                                                        |  |         |                                                 |                                                 |  |
|  | ÍBV                                                                         | 2                                                                           | 1                                                                           | 3                                                                           |   |                          |                                                                     |                                                                     |                                                                     |                                                                     |  |               |                                                       |                                                       |                                                       |                                                       |  |               |                                                        |                                                        |                                                        |                                                        |  | Everton | 3                                               |                                                 |  |
|  |                                                                             |                                                                             |                                                                             |                                                                             |   |                          |                                                                     |                                                                     |                                                                     |                                                                     |  |               |                                                       |                                                       |                                                       |                                                       |  |               |                                                        |                                                        |                                                        |                                                        |  | Everton | 3                                               |                                                 |  |
|  |                                                                             |                                                                             | Rapid Viena                                                                 | 1                                                                           |   |                          |                                                                     |                                                                     |                                                                     |                                                                     |  |               |                                                       |                                                       |                                                       |                                                       |  |               |                                                        |                                                        |                                                        |                                                        |  |         |                                                 |                                                 |  |
|  | Malmö                                                                       | 2                                                                           | Rapid Viena                                                                 | 1                                                                           | 1 | 3                        |                                                                     |                                                                     |                                                                     |                                                                     |  |               |                                                       |                                                       |                                                       |                                                       |  |               |                                                        |                                                        |                                                        |                                                        |  |         |                                                 |                                                 |  |
|  | Malmö                                                                       | 2                                                                           |                                                                             |                                                                             |   |                          |                                                                     |                                                                     |                                                                     |                                                                     |  |               |                                                       |                                                       |                                                       |                                                       |  |               |                                                        |                                                        |                                                        |                                                        |  |         |                                                 |                                                 |  |
|  | Dinamo Dresde                                                               | 0                                                                           | 4                                                                           | 4                                                                           |   |                          |                                                                     |                                                                     |                                                                     |                                                                     |  |               |                                                       |                                                       |                                                       |                                                       |  |               |                                                        |                                                        |                                                        |                                                        |  |         |                                                 |                                                 |  |
|  | Dinamo Dresde                                                               | 0                                                                           | 4                                                                           | 4                                                                           |   | Dinamo Dresde            | 3                                                                   | 0                                                                   | 3                                                                   |                                                                     |  |               |                                                       |                                                       |                                                       |                                                       |  |               |                                                        |                                                        |                                                        |                                                        |  |         |                                                 |                                                 |  |
|  |                                                                             |                                                                             |                                                                             |                                                                             |   | Dinamo Dresde            | 3                                                                   | 0                                                                   | 3                                                                   |                                                                     |  |               |                                                       |                                                       |                                                       |                                                       |  |               |                                                        |                                                        |                                                        |                                                        |  |         |                                                 |                                                 |  |
|  |                                                                             |                                                                             | Metz                                                                        | 1                                                                           | 0 | 1                        |                                                                     |                                                                     |                                                                     |                                                                     |  |               |                                                       |                                                       |                                                       |                                                       |  |               |                                                        |                                                        |                                                        |                                                        |  |         |                                                 |                                                 |  |
|  | Metz                                                                        | 2                                                                           | Metz                                                                        | 1                                                                           | 0 | 1                        | 4                                                                   | 6                                                                   |                                                                     |                                                                     |  |               |                                                       |                                                       |                                                       |                                                       |  |               |                                                        |                                                        |                                                        |                                                        |  |         |                                                 |                                                 |  |
|  | Metz                                                                        | 2                                                                           |                                                                             |                                                                             |   |                          |                                                                     |                                                                     |                                                                     |                                                                     |  |               |                                                       |                                                       |                                                       |                                                       |  |               |                                                        |                                                        |                                                        |                                                        |  |         |                                                 |                                                 |  |
|  | Barcelona                                                                   | 4                                                                           | 1                                                                           | 5                                                                           |   |                          |                                                                     |                                                                     |                                                                     |                                                                     |  |               |                                                       |                                                       |                                                       |                                                       |  |               |                                                        |                                                        |                                                        |                                                        |  |         |                                                 |                                                 |  |
|  | Barcelona                                                                   | 4                                                                           | 1                                                                           | 5                                                                           |   |                          |                                                                     |                                                                     |                                                                     |                                                                     |  | Dinamo Dresde | 3                                                     | 0                                                     | 3                                                     |                                                       |  |               |                                                        |                                                        |                                                        |                                                        |  |         |                                                 |                                                 |  |
|  |                                                                             |                                                                             |                                                                             |                                                                             |   |                          |                                                                     |                                                                     |                                                                     |                                                                     |  | Dinamo Dresde | 3                                                     | 0                                                     | 3                                                     |                                                       |  |               |                                                        |                                                        |                                                        |                                                        |  |         |                                                 |                                                 |  |
|  |                                                                             |                                                                             | Rapid Viena                                                                 | 0                                                                           | 5 | 5                        |                                                                     |                                                                     |                                                                     |                                                                     |  |               |                                                       |                                                       |                                                       |                                                       |  |               |                                                        |                                                        |                                                        |                                                        |  |         |                                                 |                                                 |  |
|  | Rapid Viena                                                                 | 4                                                                           | Rapid Viena                                                                 | 0                                                                           | 5 | 5                        | 1                                                                   | 5                                                                   |                                                                     |                                                                     |  |               |                                                       |                                                       |                                                       |                                                       |  |               |                                                        |                                                        |                                                        |                                                        |  |         |                                                 |                                                 |  |
|  | Rapid Viena                                                                 | 4                                                                           |                                                                             |                                                                             |   |                          |                                                                     |                                                                     |                                                                     |                                                                     |  |               |                                                       |                                                       |                                                       |                                                       |  |               |                                                        |                                                        |                                                        |                                                        |  |         |                                                 |                                                 |  |
|  | Beşiktaş                                                                    | 1                                                                           | 1                                                                           | 2                                                                           |   |                          |                                                                     |                                                                     |                                                                     |                                                                     |  |               |                                                       |                                                       |                                                       |                                                       |  |               |                                                        |                                                        |                                                        |                                                        |  |         |                                                 |                                                 |  |
|  | Beşiktaş                                                                    | 1                                                                           | 1                                                                           | 2                                                                           |   | Rapid Viena              | 3                                                                   | 1                                                                   | 4                                                                   |                                                                     |  |               |                                                       |                                                       |                                                       |                                                       |  |               |                                                        |                                                        |                                                        |                                                        |  |         |                                                 |                                                 |  |
|  |                                                                             |                                                                             |                                                                             |                                                                             |   | Rapid Viena              | 3                                                                   | 1                                                                   | 4                                                                   |                                                                     |  |               |                                                       |                                                       |                                                       |                                                       |  |               |                                                        |                                                        |                                                        |                                                        |  |         |                                                 |                                                 |  |
|  |                                                                             |                                                                             | Celtic                                                                      | 1                                                                           | 0 | 1                        |                                                                     |                                                                     |                                                                     |                                                                     |  |               |                                                       |                                                       |                                                       |                                                       |  |               |                                                        |                                                        |                                                        |                                                        |  |         |                                                 |                                                 |  |
|  | Gante                                                                       | 1                                                                           | Celtic                                                                      | 1                                                                           | 0 | 1                        | 0                                                                   | 1                                                                   |                                                                     |                                                                     |  |               |                                                       |                                                       |                                                       |                                                       |  |               |                                                        |                                                        |                                                        |                                                        |  |         |                                                 |                                                 |  |
|  | Gante                                                                       | 1                                                                           |                                                                             |                                                                             |   |                          |                                                                     |                                                                     |                                                                     |                                                                     |  |               |                                                       |                                                       |                                                       |                                                       |  |               |                                                        |                                                        |                                                        |                                                        |  |         |                                                 |                                                 |  |
|  | Celtic                                                                      | 0                                                                           | 3                                                                           | 3                                                                           |   |                          |                                                                     |                                                                     |                                                                     |                                                                     |  |               |                                                       |                                                       |                                                       |                                                       |  |               |                                                        |                                                        |                                                        |                                                        |  |         |                                                 |                                                 |  |
|  | Celtic                                                                      | 0                                                                           | 3                                                                           | 3                                                                           |   |                          |                                                                     |                                                                     |                                                                     |                                                                     |  |               |                                                       |                                                       |                                                       |                                                       |  | Rapid Viena   | 3                                                      | 1                                                      | 4                                                      |                                                        |  |         |                                                 |                                                 |  |
|  |                                                                             |                                                                             |                                                                             |                                                                             |   |                          |                                                                     |                                                                     |                                                                     |                                                                     |  |               |                                                       |                                                       |                                                       |                                                       |  | Rapid Viena   | 3                                                      | 1                                                      | 4                                                      |                                                        |  |         |                                                 |                                                 |  |
|  |                                                                             |                                                                             | Dinamo Moscú                                                                | 1                                                                           | 1 | 2                        |                                                                     |                                                                     |                                                                     |                                                                     |  |               |                                                       |                                                       |                                                       |                                                       |  |               |                                                        |                                                        |                                                        |                                                        |  |         |                                                 |                                                 |  |
|  | Siófok Bányász                                                              | 1                                                                           | Dinamo Moscú                                                                | 1                                                                           | 1 | 2                        | 0                                                                   | 1                                                                   |                                                                     |                                                                     |  |               |                                                       |                                                       |                                                       |                                                       |  |               |                                                        |                                                        |                                                        |                                                        |  |         |                                                 |                                                 |  |
|  | Siófok Bányász                                                              | 1                                                                           |                                                                             |                                                                             |   |                          |                                                                     |                                                                     |                                                                     |                                                                     |  |               |                                                       |                                                       |                                                       |                                                       |  |               |                                                        |                                                        |                                                        |                                                        |  |         |                                                 |                                                 |  |
|  | AEL                                                                         | 1                                                                           | 2                                                                           | 3                                                                           |   |                          |                                                                     |                                                                     |                                                                     |                                                                     |  |               |                                                       |                                                       |                                                       |                                                       |  |               |                                                        |                                                        |                                                        |                                                        |  |         |                                                 |                                                 |  |
|  | AEL                                                                         | 1                                                                           | 2                                                                           | 3                                                                           |   | AEL                      | 2                                                                   | 1                                                                   | 3                                                                   |                                                                     |  |               |                                                       |                                                       |                                                       |                                                       |  |               |                                                        |                                                        |                                                        |                                                        |  |         |                                                 |                                                 |  |
|  |                                                                             |                                                                             |                                                                             |                                                                             |   | AEL                      | 2                                                                   | 1                                                                   | 3                                                                   |                                                                     |  |               |                                                       |                                                       |                                                       |                                                       |  |               |                                                        |                                                        |                                                        |                                                        |  |         |                                                 |                                                 |  |
|  |                                                                             |                                                                             | Servette                                                                    | 1                                                                           | 0 | 1                        |                                                                     |                                                                     |                                                                     |                                                                     |  |               |                                                       |                                                       |                                                       |                                                       |  |               |                                                        |                                                        |                                                        |                                                        |  |         |                                                 |                                                 |  |
|  | APOEL Nicosia                                                               | 0                                                                           | Servette                                                                    | 1                                                                           | 0 | 1                        | 1                                                                   | 1                                                                   |                                                                     |                                                                     |  |               |                                                       |                                                       |                                                       |                                                       |  |               |                                                        |                                                        |                                                        |                                                        |  |         |                                                 |                                                 |  |
|  | APOEL Nicosia                                                               | 0                                                                           |                                                                             |                                                                             |   |                          |                                                                     |                                                                     |                                                                     |                                                                     |  |               |                                                       |                                                       |                                                       |                                                       |  |               |                                                        |                                                        |                                                        |                                                        |  |         |                                                 |                                                 |  |
|  | Servette                                                                    | 3                                                                           | 3                                                                           | 6                                                                           |   |                          |                                                                     |                                                                     |                                                                     |                                                                     |  |               |                                                       |                                                       |                                                       |                                                       |  |               |                                                        |                                                        |                                                        |                                                        |  |         |                                                 |                                                 |  |
|  | Servette                                                                    | 3                                                                           | 3                                                                           | 6                                                                           |   |                          |                                                                     |                                                                     |                                                                     |                                                                     |  | AEL           | 0                                                     | 0                                                     | 0                                                     |                                                       |  |               |                                                        |                                                        |                                                        |                                                        |  |         |                                                 |                                                 |  |
|  |                                                                             |                                                                             |                                                                             |                                                                             |   |                          |                                                                     |                                                                     |                                                                     |                                                                     |  | AEL           | 0                                                     | 0                                                     | 0                                                     |                                                       |  |               |                                                        |                                                        |                                                        |                                                        |  |         |                                                 |                                                 |  |
|  |                                                                             |                                                                             | Dinamo Moscú                                                                | 0                                                                           | 1 | 1                        |                                                                     |                                                                     |                                                                     |                                                                     |  |               |                                                       |                                                       |                                                       |                                                       |  |               |                                                        |                                                        |                                                        |                                                        |  |         |                                                 |                                                 |  |
|  | Dinamo Moscú                                                                | 1                                                                           | Dinamo Moscú                                                                | 0                                                                           | 1 | 1                        | 5                                                                   | 6                                                                   |                                                                     |                                                                     |  |               |                                                       |                                                       |                                                       |                                                       |  |               |                                                        |                                                        |                                                        |                                                        |  |         |                                                 |                                                 |  |
|  | Dinamo Moscú                                                                | 1                                                                           |                                                                             |                                                                             |   |                          |                                                                     |                                                                     |                                                                     |                                                                     |  |               |                                                       |                                                       |                                                       |                                                       |  |               |                                                        |                                                        |                                                        |                                                        |  |         |                                                 |                                                 |  |
|  | Hajduk Split                                                                | 0                                                                           | 2                                                                           | 2                                                                           |   |                          |                                                                     |                                                                     |                                                                     |                                                                     |  |               |                                                       |                                                       |                                                       |                                                       |  |               |                                                        |                                                        |                                                        |                                                        |  |         |                                                 |                                                 |  |
|  | Hajduk Split                                                                | 0                                                                           | 2                                                                           | 2                                                                           |   | Dinamo Moscú             | 5                                                                   | 1                                                                   | 6                                                                   |                                                                     |  |               |                                                       |                                                       |                                                       |                                                       |  |               |                                                        |                                                        |                                                        |                                                        |  |         |                                                 |                                                 |  |
|  |                                                                             |                                                                             |                                                                             |                                                                             |   | Dinamo Moscú             | 5                                                                   | 1                                                                   | 6                                                                   |                                                                     |  |               |                                                       |                                                       |                                                       |                                                       |  |               |                                                        |                                                        |                                                        |                                                        |  |         |                                                 |                                                 |  |
|  |                                                                             |                                                                             | Ħamrun Spartans                                                             | 0                                                                           | 0 | '0                       |                                                                     |                                                                     |                                                                     |                                                                     |  |               |                                                       |                                                       |                                                       |                                                       |  |               |                                                        |                                                        |                                                        |                                                        |  |         |                                                 |                                                 |  |
|  | Ballymena United                                                            | 0                                                                           | Ħamrun Spartans                                                             | 0                                                                           | 0 | '0                       | 1                                                                   | 1                                                                   |                                                                     |                                                                     |  |               |                                                       |                                                       |                                                       |                                                       |  |               |                                                        |                                                        |                                                        |                                                        |  |         |                                                 |                                                 |  |
|  | Ballymena United                                                            | 0                                                                           |                                                                             |                                                                             |   |                          |                                                                     |                                                                     |                                                                     |                                                                     |  |               |                                                       |                                                       |                                                       |                                                       |  |               |                                                        |                                                        |                                                        |                                                        |  |         |                                                 |                                                 |  |
|  | Ħamrun Spartans                                                             | 1                                                                           | 2                                                                           | 3                                                                           |   |                          |                                                                     |                                                                     |                                                                     |                                                                     |  |               |                                                       |                                                       |                                                       |                                                       |  |               |                                                        |                                                        |                                                        |                                                        |  |         |                                                 |                                                 |  |
|  | Ħamrun Spartans                                                             | 1                                                                           | 2                                                                           | 3                                                                           |   |                          |                                                                     |                                                                     |                                                                     |                                                                     |  |               |                                                       |                                                       |                                                       |                                                       |  |               |                                                        |                                                        |                                                        |                                                        |  |         |                                                 |                                                 |  |
|  |                                                                             |                                                                             |                                                                             |                                                                             |   |                          |                                                                     |                                                                     |                                                                     |                                                                     |  |               |                                                       |                                                       |                                                       |                                                       |  |               |                                                        |                                                        |                                                        |                                                        |  |         |                                                 |                                                 |  |

### Octavos de final
Ida
| 24-10-1984 | Bayern Munich                                            | 4–1     | Trakia Plovdiv | Olympiastadion, Múnich                                           |                                                                  |
|            | Mladenov 8' (a.g.) · Wohlfarth 20', 76' · Rummenigge 71' | Reporte | Georgiev 40'   | Asistencia: 9,500 espectadores Árbitro(s): Henning Lund-Sørensen | Asistencia: 9,500 espectadores Árbitro(s): Henning Lund-Sørensen |

| 24-10-1984 | Roma                                   | 2–0     | Wrexham | Stadio Olimpico, Rome                                    |                                                          |
|            | Pruzzo 37' (pen.) · Toninho Cerezo 50' | Reporte |         | Asistencia: 36,972 espectadores Árbitro(s): László Pádár | Asistencia: 36,972 espectadores Árbitro(s): László Pádár |

| 24 de octubre de 1984 | Internacionál Slovnaft Bratislava | 0–1     | Everton      | Štadión Pasienky, Bratislava                             |                                                          |
|                       |                                   | Reporte | Bracewell 6' | Asistencia: 8,767 espectadores Árbitro(s): Jakob Baumann | Asistencia: 8,767 espectadores Árbitro(s): Jakob Baumann |

| 24-10-1984 | Fortuna Sittard          | 2–0     | Wisła Kraków | De Baandert, Sittard                                     |                                                          |
|            | Hoyer 21' · van Well 78' | Reporte |              | Asistencia: 12,282 espectadores Árbitro(s): Patrick Daly | Asistencia: 12,282 espectadores Árbitro(s): Patrick Daly |

| 24-10-1984 | Dynamo Dresden                                 | 3–1     | Metz                | Dynamo-Stadion, Dresde                                   |                                                          |
|            | Häfner 24' (pen.) · Stübner 37' · Gütschow 51' | Reporte | Trautmann 9' (a.g.) | Asistencia: 35,627 espectadores Árbitro(s): Neil Midgley | Asistencia: 35,627 espectadores Árbitro(s): Neil Midgley |

| 24-10-1984 | Rapid Wien                           | 3–1     | Celtic      | Gerhard-Hanappi-Stadion, Vienna                            |                                                            |
|            | Pacult 53' · Lainer 66' · Krankl 87' | Reporte | McClair 56' | Asistencia: 15,700 espectadores Árbitro(s): Yordan Zhezhov | Asistencia: 15,700 espectadores Árbitro(s): Yordan Zhezhov |

| 24-10-1984 | AEL                                   | 2–1     | Servette | Alkazar, Larissa                                          |                                                           |
|            | Patsiavouras 53' · Kmiecik 65' (pen.) | Reporte | Kok 13'  | Asistencia: 11,620 espectadores Árbitro(s): Bogdan Dochev | Asistencia: 11,620 espectadores Árbitro(s): Bogdan Dochev |

| 24-10-1984 | Dynamo Moscow                                                 | 5–0     | Ħamrun Spartans | Stadion Dinamo, Moscow                                     |                                                            |
|            | Gazzaev 6', 64' · Karatayev 43' · Khapsalis 52' · Bulanov 56' | Reporte |                 | Asistencia: 7,300 espectadores Árbitro(s): Wiesław Karolak | Asistencia: 7,300 espectadores Árbitro(s): Wiesław Karolak |

Vuelta
| 7-11-1984 | Trakia Plovdiv                     | 2–0 (Global 3-4) | Bayern Munich | Stadion Deveti Septemvri, Plovdiv                         |                                                           |
|           | Pashev 39' · Kostadinov 51' (pen.) | Reporte          |               | Asistencia: 28,000 espectadores Árbitro(s): Paolo Casarin | Asistencia: 28,000 espectadores Árbitro(s): Paolo Casarin |

| 7-11-1984 | Wrexham | 0–1 (Global 0-3) | Roma         | Racecourse Ground, Wrexham                                        |                                                                   |
|           |         | Reporte          | Graziani 67' | Asistencia: 14,007 espectadores Árbitro(s): Ángel Franco Martínez | Asistencia: 14,007 espectadores Árbitro(s): Ángel Franco Martínez |

| 7-11-1984 | Everton                            | 3–0 (Global 4-0) | Internacionál Slovnaft Bratislava | Goodison Park, Liverpool                                  |                                                           |
|           | Sharp 12' · Sheedy 44' · Heath 63' | Reporte          |                                   | Asistencia: 25,007 espectadores Árbitro(s): Egbert Mulder | Asistencia: 25,007 espectadores Árbitro(s): Egbert Mulder |

| 7-11-1984 | Wisła Kraków                | 2–1 (Global 2-3) | Fortuna Sittard | Stadion Wisły, Kraków                                           |                                                                 |
|           | Iwan 6' (pen.) · Wróbel 42' | Reporte          | Hoyer 1'        | Asistencia: 8,000 espectadores Árbitro(s): Gerasimos Germanakos | Asistencia: 8,000 espectadores Árbitro(s): Gerasimos Germanakos |

| 7-11-1984 | Metz | 0–0 (Global 1-3) | Dynamo Dresden | Stade Saint-Symphorien, Metz                               |                                                            |
|           |      | Reporte          |                | Asistencia: 19,928 espectadores Árbitro(s): Zoran Petrović | Asistencia: 19,928 espectadores Árbitro(s): Zoran Petrović |

| 7-11-1984 | Servette | 0–1     | AEL          | Stade des Charmilles, Geneva                                |                                                             |
|           |          | Reporte | Valaoras 60' | Asistencia: 12,500 espectadores Árbitro(s): Vítor Fernandes | Asistencia: 12,500 espectadores Árbitro(s): Vítor Fernandes |

| 7-11-1984 | Ħamrun Spartans | 0–1 (Global 0-6) | Dynamo Moscow | Ta' Qali National Stadium, Ta' Qali                    |                                                        |
|           |                 | Reporte          | Chesnokov 12' | Asistencia: 2,124 espectadores Árbitro(s): Helmut Kohl | Asistencia: 2,124 espectadores Árbitro(s): Helmut Kohl |

| 7-11-1984 | Celtic                                | 3–0     | Rapid Wien | Celtic Park, Glasgow                                        |                                                             |
| | McClair 32' · MacLeod 44' · Burns 68' | Reporte |            | Asistencia: 48,813 espectadores Árbitro(s): Kjell Johansson | Asistencia: 48,813 espectadores Árbitro(s): Kjell Johansson |
| El partido fue investigado por la UEFA luego de una serie de apelaciones que reportaron que el jugador del Rapid Viena Rudolf Weinhofer había sido lastimado con un objeto lanzado por un aficionado del Celtic. Por lo tanto, la UEFA mandó a repetir el partido pero en Old Trafford, Mánchester. |                                       |         |            |                                                             |                                                             |

| 12-12-1984 | Celtic | 0–1 (Global 1-4) | Rapid Wien | Old Trafford, Mánchester, Inglaterra                      |                                                           |
|            |        | Reporte          | Pacult 18' | Asistencia: 51,550 espectadores Árbitro(s): Luigi Agnolin | Asistencia: 51,550 espectadores Árbitro(s): Luigi Agnolin |

### Cuartos de final
Ida
| 6-3-1985 | Bayern Munich                | 2–0     | Roma | Olympiastadion, Múnich                                      |                                                             |
|          | Augenthaler 44' · Hoeneß 77' | Reporte |      | Asistencia: 60,000 espectadores Árbitro(s): George Courtney | Asistencia: 60,000 espectadores Árbitro(s): George Courtney |

| 6-3-1985 | Everton            | 3–0     | Fortuna Sittard | Goodison Park, Liverpool                                    |                                                             |
|          | Gray 48', 74', 75' | Reporte |                 | Asistencia: 25,782 espectadores Árbitro(s): Edvard Šoštarič | Asistencia: 25,782 espectadores Árbitro(s): Edvard Šoštarič |

| 6-3-1985 | Dynamo Dresden                          | 3–0     | Rapid Wien | Dynamo-Stadion, Dresde                                  |                                                         |
|          | Trautmann 47' · Minge 57' · Kirsten 82' | Reporte |            | Asistencia: 36,000 espectadores Árbitro(s): Ron Bridges | Asistencia: 36,000 espectadores Árbitro(s): Ron Bridges |

| 6-3-1985 | AEL | 0–0     | Dynamo Moscow | Alkazar, Larissa                                         |                                                          |
|          |     | Reporte |               | Asistencia: 17,000 espectadores Árbitro(s): Lajos Németh | Asistencia: 17,000 espectadores Árbitro(s): Lajos Németh |

Vuelta
| 20-3-1985 | Roma     | 1–2 (Global 1-4) | Bayern Munich                  | Stadio Olimpico, Rome                                        |                                                              |
|           | Nela 79' | Reporte          | Matthäus 32' (pen.) · Kögl 80' | Asistencia: 56,084 espectadores Árbitro(s): Vojtech Christov | Asistencia: 56,084 espectadores Árbitro(s): Vojtech Christov |

| 20-3-1985 | Fortuna Sittard | 0–2 (Global 0-5) | Everton              | De Baandert, Sittard                                     |                                                          |
|           |                 | Reporte          | Sharp 15' · Reid 76' | Asistencia: 16,425 espectadores Árbitro(s): Franz Wöhrer | Asistencia: 16,425 espectadores Árbitro(s): Franz Wöhrer |

| 20 de marzo de 1985 | Rapid Wien                                                    | 5–0 (Global 5-3) | Dynamo Dresden | Gerhard-Hanappi-Stadion, Vienna                          |                                                          |
|                     | Pacult 4', 37' · Lainer 17' · Panenka 70' (pen.) · Krankl 77' | Reporte          |                | Asistencia: 13,721 espectadores Árbitro(s): Alain Delmer | Asistencia: 13,721 espectadores Árbitro(s): Alain Delmer |

| 20-3-1985 | Dynamo Moscow | 1–0 (Global 1-0) | AEL | Stadion Dinamo, Tbilisi                                   |                                                           |
|           | Fomichyov 60' | Reporte          |     | Asistencia: 16,200 espectadores Árbitro(s): Bob Valentine | Asistencia: 16,200 espectadores Árbitro(s): Bob Valentine |

### Semifinales
Ida
| 10-4-1985 | Bayern Munich | 0–0     | Everton | Olympiastadion, Múnich                                    |                                                           |
|           |               | Reporte |         | Asistencia: 66,000 espectadores Árbitro(s): Paolo Bergamo | Asistencia: 66,000 espectadores Árbitro(s): Paolo Bergamo |

| 10-4-1985 | Rapid Wien                                  | 3–1     | Dynamo Moscow        | Gerhard-Hanappi-Stadion, Vienna                              |                                                              |
|           | Lainer 68' · Krankl 70' (pen.) · Hrstic 72' | Reporte | Karatayev 26' (pen.) | Asistencia: 20,800 espectadores Árbitro(s): Vojtech Christov | Asistencia: 20,800 espectadores Árbitro(s): Vojtech Christov |

Vuelta
| 24-4-1985 | Everton                           | 3–1 (Global 3-1) | Bayern Munich | Goodison Park, Liverpool                                     |                                                              |
|           | Sharp 48' · Gray 73' · Steven 86' | Reporte          | Hoeneß 38'    | Asistencia: 49,476 espectadores Árbitro(s): Erik Fredriksson | Asistencia: 49,476 espectadores Árbitro(s): Erik Fredriksson |

| 24-4-1985 | Dynamo Moscow  | 1–1 (Global 2-4) | Rapid Wien | Stadion Dinamo, Moscow                                            |                                                                   |
|           | Pozdnyakov 29' | Reporte          | Panenka 4' | Asistencia: 50,400 espectadores Árbitro(s): Marcel Van Langenhove | Asistencia: 50,400 espectadores Árbitro(s): Marcel Van Langenhove |

## Final
| 1  | POR | Neville Southall  |  |
| 2  | DEF | Gary Stevens      |  |
| 3  | DEF | Pat van den Hauwe |  |
| 4  | DEF | Kevin Ratcliffe   |  |
| 5  | DEF | Derek Mountfield  |  |
| 6  | MED | Peter Reid        |  |
| 7  | MED | Trevor Steven     |  |
| 8  | MED | Paul Bracewell    |  |
| 9  | MED | Kevin Sheedy      |  |
| 10 | DEL | Andy Gray         |  |
| 11 | DEL | Graeme Sharp      |  |
| DT | DT  | Howard Kendall    |  |

| 1  | POR | Michael Konsel   |     |
| 2  | DEF | Leo Lainer       |     |
| 3  | DEF | Heribert Weber   |     |
| 4  | DEF | Kurt Garger      |     |
| 5  | DEF | Karl Brauneder   |     |
| 6  | MED | Peter Hrstic     |     |
| 7  | MED | Zlatko Kranjčar  |     |
| 8  | MED | Reinhard Kienast |     |
| 9  | MED | Rudolf Weinhofer | 67' |
| 10 | DEL | Peter Pacult     | 60' |
| 11 | DEL | Hans Krankl      |     |
| DT | DT  | Otto Barić       |     |

| 16 | DEL | Johann Gröss    | 60' |
| 15 | MED | Antonín Panenka | 67' |

|  | 57' | Andy Gray     | 1-0 |
|  | 72' | Trevor Steven | 2-0 |
|  | 85' | Kevin Sheedy  | 3-1 |

|  | 83' | Hans Krankl | 2-1 |

|  | 43' | Gary Stevens |

|  | 39' | Heribert Weber |

| Árbitro | Paolo Casarin |

| 1  | POR | Neville Southall  |  |
| 2  | DEF | Gary Stevens      |  |
| 3  | DEF | Pat van den Hauwe |  |
| 4  | DEF | Kevin Ratcliffe   |  |
| 5  | DEF | Derek Mountfield  |  |
| 6  | MED | Peter Reid        |  |
| 7  | MED | Trevor Steven     |  |
| 8  | MED | Paul Bracewell    |  |
| 9  | MED | Kevin Sheedy      |  |
| 10 | DEL | Andy Gray         |  |
| 11 | DEL | Graeme Sharp      |  |
| DT | DT  | Howard Kendall    |  |

| 1  | POR | Michael Konsel   |     |
| 2  | DEF | Leo Lainer       |     |
| 3  | DEF | Heribert Weber   |     |
| 4  | DEF | Kurt Garger      |     |
| 5  | DEF | Karl Brauneder   |     |
| 6  | MED | Peter Hrstic     |     |
| 7  | MED | Zlatko Kranjčar  |     |
| 8  | MED | Reinhard Kienast |     |
| 9  | MED | Rudolf Weinhofer | 67' |
| 10 | DEL | Peter Pacult     | 60' |
| 11 | DEL | Hans Krankl      |     |
| DT | DT  | Otto Barić       |     |

| 16 | DEL | Johann Gröss    | 60' |
| 15 | MED | Antonín Panenka | 67' |

|  | 57' | Andy Gray     | 1-0 |
|  | 72' | Trevor Steven | 2-0 |
|  | 85' | Kevin Sheedy  | 3-1 |

|  | 83' | Hans Krankl | 2-1 |

|  | 43' | Gary Stevens |

|  | 39' | Heribert Weber |

| Árbitro | Paolo Casarin |

## Campeón
| England                   |
| Campeón Everton 1° título |

## Goleadores
Los máximos goleadores de la Recopa de Europa 1984–85 fueron:
| Lugar | Jugador             | Equipo          | Goles |
| ----- | ------------------- | --------------- | ----- |
| 1     | Valery Gazzaev      | Dynamo Moscow   | 5     |
| 1     | Andy Gray           | Everton         | 5     |
| 1     | Antonín Panenka     | Rapid Wien      | 5     |
| 4     | Hans Krankl         | Rapid Wien      | 4     |
| 4     | Tony Kurbos         | Metz            | 4     |
| 4     | Peter Pacult        | Rapid Wien      | 4     |
| 4     | Graeme Sharp        | Everton         | 4     |
| 4     | Roland Wohlfarth    | Bayern Munich   | 4     |
| 9     | Marek Banaszkiewicz | Wisła Kraków    | 3     |
| 9     | Arthur Hoyer        | Fortuna Sittard | 3     |
| 9     | Andrzej Iwan        | Wisła Kraków    | 3     |
| 9     | Leo Lainer          | Rapid Wien      | 3     |
| 9     | Raymond Xuereb      | Ħamrun Spartans | 3     |